# Luis López-Vigil y Pando
Luis López-Vigil y Pando (Villaviciosa, Asturias, 19 de septiembre de 1788-Sevilla, 1862) fue un canónigo asturiano. Según consta en los documentos del Archivo de la Catedral de Sevilla, cursó estudios de Filosofía en el Colegio de Santa María de los Ángeles, de la Universidad de Salamanca, entre 1805 y 1808, y asistió los dos últimos años a la cátedra de lengua griega.

## Biografía
Tras un paréntesis causado por la Guerra de la Independencia, estudió entre 1813 y 1816 Teología Moral en la Universidad de Oviedo. Se ordenó sacerdote y en 1817 se hizo cargo de la Parroquia de San Pedro de Valladolid, donde permaneció hasta 1829. Entre 1819 y 1823 siguió la carrera de Leyes en esta ciudad y obtuvo el título de bachiller; en 1825 ganó un año de Instituciones Canónicas y el grado de bachiller en la Facultad de Sagrados Cánones; en 1826, los de Decretales, Historia y Disciplina General de la Iglesia, hasta alcanzar los grados de licenciado y doctor en la misma Facultad de Cánones en 1827. Al año siguiente opositó a la Canonjía de Ciudad Rodrigo, fue elegido y allí residió hasta 1832, cuando logró la misma plaza en la Catedral de Sevilla. Fue canónigo doctoral hasta 1853, y luego recibió las dignidades de vicario general, arcediano y maestrescuela.
Era tenido en Sevilla por humanista y hombre de gran cultura. Al quedar viuda su hermana Josefa, nacida en Villaviciosa el 11 de junio de 1785, se trasladó esta a Sevilla junto con sus hijos a vivir con él. Uno de estos sobrinos del canónigo fue José María Montoto López-Vigil (Santa Eulalia de Cabranes, Asturias, 1818-Sevilla, 1882).
- Datos: Q30914482